# Green Rating
Als Green Rating wird ein europaweites anwendbares Rating-Verfahren bezeichnet, welches die gesamte Umweltleistung von bestehenden Gebäuden erfasst, bewertet und wirtschaftliche Vorschläge zur Verbesserung dieser Leistung liefert. Die Bewertung des Gebäudes und seiner Nutzung erfolgt anhand konkreter, messbarer Indikatoren. Ein Bericht, in dem Optimierungsmöglichkeiten aufzeigt werden, soll zur Verbesserung der Umweltleistung des Gebäudes beitragen. In der Regel, erfolgt nach 1–2 Jahren eine erneute Messung der Umweltverträglichkeit.

## Ziel
Das Ziel ist es, ein einheitliches System über Landesgrenzen hinaus zu schaffen, da der Energienachweis nach EU-Gebäuderichtlinie innerhalb der EU-Staaten völlig unterschiedlich geregelt ist.

## Leistungsniveau
- Bewertung der Gebäudehülle und der Installationen
- Prognostizierte Leistung versus Eigenwert nach begrenzten Investitionen
- Beurteilung der Gebäudenutzung bezogen auf die gegenwärtigen Aktivitäten
- Potenzial für Verbesserungen und Entwicklungen durch Verhaltensänderungen und operative Anpassungen

## Anwendung
Die Umweltleistung der Gebäude wird anhand folgender Indikatoren bewertet:
- Energieverbrauch
- Transport
- CO2-Produktion
- Wasserverbrauch
- Komfort
- Abfallproduktion

## Initiative
Das Verfahren wurde von den internationalen Immobilien-Investmentgesellschaften (AXA REIM, AEW Europe, GE Real Estate Europe, ING Real Estate) sowie von der Zertifizierungs- und Klassifikationsgesellschaft Bureau Veritas entwickelt. Der Initiative beigetreten sind Allianz Real Estate, KanAm Grund und LaSalle Investment.